# Compensació d'unió freda
El mecanisme de compensació d'unió de metalls homogenis és una tècnica utilitzada en circuits de mesurament de temperatura, principalment basats en termoparells, per compensar la dependència amb la temperatura ambiental inherent en la realització de la mesura. Aquesta compensació permet la realització d'una mesura absoluta de la temperatura d'un cos o fluid.

## Descripció tècnica
Donat el seu ús principal en circuits basats en termoparells, a continuació s'explica una descripció detallada del procés de compensació per als circuits que els utilitzin.
El principi de funcionament d'un termoparell es basa en el fet que, si un metall té diferents temperatures en els seus extrems, sobre est existirà un flux d'energia des de la zona de més temperatura a la de menys, amb la finalitat d'equilibrar energèticament el sistema. Aquest flux provocarà una diferència de potencial entre els extrems que serà la magnitud que es mesuri, para mitjançant una relació directa conèixer la temperatura desitjada. La resposta del termoparell davant la diferència de temperatures, dependrà fonamentalment del tipus de metalls usats i la seva tecnologia de fabricació. Comunament els termoparells consten de dos metalls amb un punt en comú d'unió, denominat unió calenta, en ser aquest punt el que està en contacte amb allò del quin es desitgi conèixer la seva temperatura. Els altres dos extrems es troben oberts i són sobre els quals es mesura la diferència de potencial o tensió. Aquests extrems pertany a la denominada unió freda, a causa que es troben a temperatura ambient, en general menor que la temperatura a mesurar.
Particularment, la tensió entre extrems del termoparell, es pot aproximar segons la següent expressió:
{\displaystyle Vtermopar=\alpha \cdot (T^{a}-To)=\alpha \cdot T^{a}-\alpha \cdot To}
on ? és un paràmetre depenent dels tipus de metalls usats i representa la sensibilitat de la tensió de sortida enfront de canvis de temperatura (normalment ?v/°C),(To) és la temperatura ambient i (Tª) la temperatura a mesurar.
Per poder mesurar tensions en un extrem, ha d'existir doncs una diferència de temperatura que vindrà donada per la que desitgem mesurar, i per la temperatura ambient a la qual es trobi el termoparell. Per tant, veiem que la tensió depèn de la temperatura ambient, cosa que no és gens recomanable. Pensem per exemple que la tensió de sortida d'un objecte que està a 45 °C amb una temperatura ambient de 30 °C, serà diferent de l'obtinguda amb el mateix objecte a 45 °C i temperatura ambient de -10 °C. L'objectiu de la compensació de la unió freda és doncs, eliminar l'efecte que produeix la temperatura ambient. La manera més immediata, és la de sumar-li un terme ?To a l'expressió comentada anteriorment. Per a això, es crea un circuit auxiliar que depengui de la mateixa temperatura ambient T0, i que lliuri una tensió capaç d'anul·lar el terme -?T0 de la tensió.

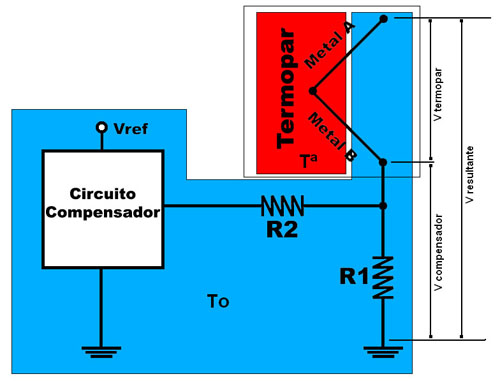
Disseny bàsic per a la compensació d'unió freda d'un termoparell

En la figura 1 adjunta a aquest article, es presenta un circuit molt simple capaç de realitzar aquesta compensació d'una manera senzilla. En aquest es fa ús d'un circuit compensador, comunament un termistor dels molts que es puguin trobar al mercat a temperatura ambient T0 juntament amb la unió freda. La resposta d'aquest circuit, és una tensió de sortida fixada pel fabricant segons la temperatura a la qual que trobi, i normalment es considera la resposta d'aquest lineal de la forma: Vtermisor = ?T0, on ? representa la sensibilitat que posseeixi el circuit integrat aportada pel fabricant(normalment en mv/°C).
Seguidament s'intercala una etapa per condicionar el valor de la seva sortida a un que sigui ?T0 amb la finalitat d'aconseguir el propòsit abans comentat. En el cas de la figura 1, es fa ús d'un simple divisor de tensió. Per tant, seguint la nomenclatura de la imatge, la tensió de tota la secció compensadora es pot expressar com:
{\displaystyle Vcompensador=VR1=Vtermistor\cdot {\frac {R1}{R1+R2}}=\beta \cdot To\cdot {\frac {R1}{R1+R2}}}
Si volem anul·lar l'efecte del terme -?To en la tensió del termoparell (Vtermopar), haurem d'aconseguir amb Vcompensador una tensió d'aquesta magnitud i sumar-la-hi, per així obtenir com a tensió resultant de la suma d'ambdues, Vresultant, una mesura que no depèn de la temperatura ambient.
{\displaystyle Vresultant=Vtermopar+Vcompensador}
{\displaystyle Vresultant=\alpha \cdot T^{a}-\alpha \cdot To+\beta \cdot To\cdot {\frac {R1}{R1+R2}}}
Per tant, la condició a complir és que el terme {\displaystyle \beta \cdot To\cdot {\frac {R1}{R1+R2}}} sigui igual a {\displaystyle \alpha \cdot To}, quedant finalment la condició de compensació de la unió freda com:
{\displaystyle \beta \cdot {\frac {R1}{R1+R2}}=\alpha }
Jugant amb els valors de R1 i R2 s'aconsegueix compensar adequadament la dependència respecte a la temperatura ambient en el circuit de mesura.

## Controvèrsia en la solució per a la compensació
Cal destacar que el lector s'estarà preguntant paradoxalment, que es necessita un termistor, que de per si ja mesura temperatura, per poder mesurar temperatura correctament amb un termoparell. La resposta és que en algunes circumstàncies és necessari l'ús d'un termoparell allí on un termistor o circuit integrat seria impossible. Pensem per exemple a mesurar una temperatura de 600 °C on cap integrat sobreviuria, però podem tenir el termoparell a aquesta temperatura i a una distància amb temperatura ambient, la unió freda amb el seu compensador i el circuit que capta el senyal. També cal destacar que el termoparell és molt més lineal i té molt major rang d'operativitat que qualsevol termistor.